# Крупський Дмитро Іванович
Дмитро Іванович Крупський (нар. 1925 р. с. Люблинець Старий Любачівського повіту) — стрілець, жандарм підрозділу «Месники-2», носив особисте псевдо «Карий».

## Життєпис
- З 1942 р. — член ОУН,
- з осені 1944 р. у лавах УПА.
- 5 вересня 1947 р. схоплений у криївці біля села Монастир, що була заповнена паралітичним газом.
- 20 листопада 1947 р. у Ряшеві засуджений до смертної кари,
- 8 грудня 1947 р. — помилуваний (вирок замінено на довічне ув'язнення). Вирок відбував у Штумі.
- У липні 1954 р. був звільнений. Мешкає у Польщі.